# Канаш (Калининградская область)
Кана́ш — посёлок в Неманском районе Калининградской области. Входит в состав Жилинского сельского поселения.

## История
- Кирха в Канаше
- Кирха в Канаше 2025 год
- Сохранившееся разрушающееся немецкое здание(2025 год)

Поселок был крестьянским, со множеством средних хозяйств и несколькими большими фермами. В 1920 году начиналась электрификация населенного пункта. В нём было отделение «Райфайзенбанка» и филиал сбербанка. Был и филиал торгового агента Вертманна со скупочным пунктом конного завода Тракенен.
За правопорядком следил участковый пункт жандармерии. В Юргайчене было несколько магазинов, гостиница «Радцивиль» с большим залом, в котором местные жители охотно отмечали праздники, и 3 небольшие гостиницы. Имелись частные предприниматели: булочная, молочка, мясницкая, садовод, сапожники, столярные мастерские, мельница, лесопилка, кузница, слесарная мастерская, парикмахерская, пчеловод, шорник, портные, стоматолог, акушерка, каретник и даже художник.
1 июня 1841 была построена кирха и основана епархия этой общины. Инициатором основания этой кирхи был король Фридрих Вильгельм IV, однажды посетивший этот поселок, проездом в замок графа Катте (этот замок находился в Каттенхофе, ныне Гривино Неманского района).
Кирха была сооружена в форме базилики, из кирпича, без башни, при высоких окнах с обеих сторон. Потолок был низок, изогнутый только у ниши алтаря. Орган был изготовлен по указанию короля в лучшем в Европе цехе «Отто Кисло» во Франкфурте-на-Одере. Кирха имела 2 колокола. Её стали называть королевской (Кёнигкирх).
В 1938 году Юргайчен был переименован в Кенигскирх. Кенигскирх был взят 20 января 1945 года частями и соединениями 39-й армии генерала И. И. Людникова.
В 1946 году Кенигскирх был переименован в посёлок Канаш. Название было предложено семьями, переселившимися из Чувашии в 1946 году в честь одноименного города Канаш.

## Население
| 2002 | 2010 |
| ---- | ---- |
| 523  | ↘469 |

## Достопримечательности
- Кирха Юргайчена
- Братская могила советских воинов, погибших в октябре-ноябре 1944 и январе-феврале 1945 годов. Захоронен 71 воин. Дата установки памятника — 1950 год.